# 青年好政聯盟
青年政策大聯盟，2008年10月前為青年國是會議。主要是為了讓台灣的青年朋友能針對公共事務深度對話並向政府發聲，因此青輔會參考了審議式民主公民會議的精神作為青年國是會議的主要形式。青年國是會議可以說是台灣民主深化中的重要里程碑，因為過去台灣的青年朋友並沒有合適的管道可以針對公共事務進行深度對話，更別說是將自己的意見直接上達給政府官員。
青年國是會議的規劃精神有三：「以青年為主體」、「強化草根參與」及「過程公平公開」，以青年為主體是指由網路報名互選而組成的「青年規劃小組」青年參與青年國是會議的籌畫，並以18至30歲的青年公民做為參與主體；強化草根參與是指分北、中、南、東四區舉辦分區會議擴大草根參與，再由分區會議中推派全國會議代表以強化其代表性；過程公平公開是指分區會議開放青年公民自由報名參加，會議主要議題並開放票選。

## 緣起
2004年4月8日中華民國自由地區的大學生在中正紀念堂「大中至正門」門口絕食靜坐進入第七天時，在立法委員羅文嘉居間連繫後，陳水扁總統同意12日與青年代表討論國政，並希望靜坐學生能夠參與座談，但遭靜坐學生以不合限時限地見面要求而予拒絕。4月12日陳水扁於西門紅樓與44個學生社團代表進行「總統與青年學生對談」座談會，陳水扁在回應學生問題時承諾於520就職後將指示行政院規劃召開「青年國是會議」。青輔會奉行政院指示負責開始籌辦2004青年國是會議，並首次採取審議民主的模式運用於大型會議。2008年青年國是會議擴大編組成為「青年諮詢團」，分為五組，讓青年提供更具體可行的意見。為擴大參與，2008年10月青年國是會議改為青年政策大聯盟，持續推動青年公共參與的工作。

## 沿革與未來
2004青年國是會議時青年公民曾建言「定期舉辦青年國是會議，以建立青年與政府之溝通平台。」，2004年10月及2005年4月青輔會二度表示「本項經10月22日於行政院召開『青年國是會議後續辦理事項協調會議』，決議由研考會和青輔會針對青年所提出的問題先作分析報告，並會文人事行政局，從現有機關行政組織上考量是否可行或是否有替代方式。有關青年國是會議，總統及行政院長均已指示，明年繼續辦理，青輔會正著手籌辦中。」。
2005青年國是會議時青年公民曾建言「擴大公民會議的舉行」及「散播審議式民主觀念」，青輔會回應表示「未來本會將擴大推廣審議式民主管道，包括各縣市、大專院校、社區及網路平台等，其方式也將包括定期辦理青年國是會議，並由中央推廣到地方政府，作為未來地方及中央青少年議會的雛型。」。
因此2006青年國是會議的共同議題才會是「青年國是會議常設化」，根據2006青年國是會議全國會議各組所撰寫出來的共識報名中可以很明顯的看出，各組均無異議支持初期常設性青年國是會議的組織結構應該是行政系統之任務編組單位，至於其他事項則尚需由常設性青年國是會議籌備委員開會決議，根據10月30日青輔會所做出的表示「有關青年國是會議常設化正積極研擬規劃中，近期內將邀集36位籌備委員召開預備會議。」。
青年國是會議常設化機制之規劃推動，自2006青年國是會議後開始分三階段進行，2006年9月至2007年3月為籌設規劃期，協助籌備委員會於青輔會下成立任務編組之「青年國是會議諮詢會」(暫訂)作為常設推動機制，並且將由籌備委員會與青輔會參考2006青年國是會議共識後研擬「青年國是會議諮詢會設置要點」，共同擬定設置要點。青年國是會議常設化籌備委員會已於2006年12月3日、12月17日及12月31日舉行了三次會議，其中第二次會議時通過臨時提案-「將籌委歷次出缺席名單公佈於青輔會青年國是會議討論區以供各青年公民參閱」。設置後青輔會將充分授權使其在議題選擇及組織發展自主運作但給予必要協助；2007年4月至2007年12月為學習成長期，由青輔會逐步傳承青年國是會議之辦理經驗，由青年國是會議諮詢會學習主辦各類議題分組或區域論壇及青年國是會議分區及全國會議，並由青輔會擔任連繫介面，使青年國是會議可延伸其發展，讓「青年國是會議諮詢會」能夠順利與行政及立法相關部門建立聯繫管道及互動關係，青輔會還將協助「青年國是會議諮詢會」持續以審議民主模式為主軸，對青年所關切的議題與政策進行審議以利審議民主之推廣；2008年1月至2008年12月為自主發展期，「青年國是會議諮詢會」將持續進行常設化機制及網絡的拓展，讓青年自主、主導常設性青年國是會議的整體運作和發展方向，公部門將持續提供行政協助並針對效益進行評估研究，以評估「青年國是會議諮詢會」轉型為獨立法人及財務自主之可能。
「青年國是會議諮詢會」設置後青輔會將充分授權使其在議題選擇及組織發展自主運作但也會給予其必要之協助，「青年國是會議諮詢會」下將會設置各類議題分組或區域論壇廣邀青年國是會議成員參加，「青年國是會議諮詢會」並將研擬中長程計劃報行政院核定，逐年納入重要施政項目籌編定額預算以利後續計畫的推動，青輔會將會提供行政及財務資源協助「青年國是會議諮詢會」的順利運作，「青年國是會議諮詢會」之決議將由青輔會協助函送各相關單位並代邀政府部會聽取青年國是會議諮詢意見提供青年與政府直接溝通的介面，以擴大發揮青年國是會議的實質影響力。
青輔會近年來積極推動青年參與審議民主，並逐步建構青年參與政策對話及建言的平台。
2008年5月起，為進一步擴大青年參與，讓青年有更多機會參與政策建言，遵照馬英九總統擴大青年公共參與的青年政策主張及行政院施政發展方向，規劃推動青年政策大聯盟專案，透過青年政策論壇、青年團隊政策研發競賽及一日首長見習體驗等三部曲的設計，由淺而深，讓個別青年朋友及青年團隊可以有不同層次的參與，經2008年下半年推動，已具相當成效，青輔會也同時研訂 青年政策大聯盟中程實施計畫(98年至101年)，報奉行政院核定，將持續整合推動相關促進措施，建構「青年政策大聯盟」網路平台，期使政府政策的制訂，能更符合全民的共同利益和期待。
2009年度青年政策大聯盟專案，參酌2008年執行經驗及基礎，並依據中程實施計畫，於2009年2月17日推動青年政策論壇、青年團隊政策研發競賽、一日首長見習體驗及政策研發行動實踐等四部曲，並搭配青年政策論壇主持人培訓、青年領袖政策研習營及青年政策大聯盟網路平台運作等配套措施，以強化青年發聲、政策建言機會與管道，並推廣審議民主理念精神，擴大青年公共政策參與。

## 會議流程
青年國是會議的公民會議程序流程可分為「分區公民會議流程」及「全國公民會議流程」：
- 分區公民會議流程：由專家學者完成議題手冊提供背景知識及整理焦點議題供與會青年公民做會前準備→專家簡報→針對議題進行小組討論→小組就小組討論時所產生的問題向專家證人提問，並由專家證人進行回答→小組討論形成共識→小組撰寫及發表小組共識報告→推選代表小組的全國會議代表。

- 全國公民會議流程：各區代表進行報告並交換意見→小組就小組討論時所產生的問題向專家證人提問，並由專家證人進行回答→小組討論形成共識→小組撰寫及發表小組共識報告→由政府官員聽取青年國是會議結論並作出具體回應。

## 2004青年國是會議
青輔會奉行政院指示負責開始籌辦2004青年國是會議後，便馬上開始進行前置作業，首先青輔會於4月26日起公開徵求青年規劃小組的成員，同時並舉辦籌劃共識營。
2004青年國是會議的目標有三項，第一項是「推動青年關心國事」，第二項是「青年體驗優質民主」，第三項是「青年參與公共政策」。
5月16日選出12名青年規劃小組成員後就開始進行邀請成立諮詢顧問題及確立整體計畫，2004青年國是會議的主題定為「青年COME議，台灣加力」，青輔會與青年規劃小組合作經過網路票選及在網路上開放讓大家填寫重要議題後，提出2004青年國是會議的八項主議題，這八項主議題分別是：「大學學費政策何去何從?」、「如何在智慧財產權保護與青年學習權之間取得平衡?」、「如何縮減學校教育與就業市場間的落差?」、「憲政改革與青年公民權利」、「如何增進台灣青年的國際參與?」、「政府如何面對當前的財政問題?」、「如何縮減城鄉間的教育落差」及「國土開發與生態保育」。
青輔會並成立了資料匯整及撰寫小組負責編寫「會前閱讀資料」以便讓與會的青年公民能更清楚瞭解議題背景，也能更掌握目前社會所關注的焦點與討論方向。
資料匯整及撰寫小組編寫「會前閱讀資料」的同時，青輔會也對各區各議題的學者專家發出邀請函邀請他們擔任專家簡報及專家證人。
6月前置作業完成後就開始進行主體計畫，首先是進行媒體宣傳及網路論壇，7月青輔會上網徵求公民會議主持人並進行主持人培訓，最終結訓時共培育了55位青年擔任公民會議主持人。
9月4日至9月12日先舉辦北中南東四區的分區會議，9月18日及9月19日二天再舉辦全國會議。
另外經過一個多月的公開徵選及評選後，青輔會選出六部影片及六個樂團，入選團體於9月17日晚上參加在中山樓廣場所進行的「青年國是『非』會議」的文化逗陣活動。
最後為了替青年國是會議留下記錄，青輔會邀請金鐘獎紀錄片導演楊力州將青年國是會議籌備過程及會議過程以紀綠片的方式留下記錄，該片並於9月17日晚上在中山樓廣場所進行的晚會中播映。
中區分區會議：舉行日期為9月4日及9月5日，舉行地點為逢甲大學，參與人數為160人共分為8組，會議結束後共推選40人出席全國會議。
南區分區會議：舉行日期為9月4日及9月5日，舉行地點為高雄縣中國青年救國團澄清湖青年活動中心，參與人數為160人共分為8組，會議結束後共推選40人出席全國會議。
東區分區會議：舉行日期為9月11日及9月12日，舉行地點為花蓮縣社會福利館，參與人數為64人共分為8組，會議結束後共推選16人出席全國會議。
北區分區會議：舉行日期為9月11日及9月12日，舉行地點為天母國際會議中心，參與人數為256人共分為16組，會議結束後共推選64人出席全國會議。
全國會議：舉行日期為9月18日及9月19日，舉行地點為陽明山中山樓，參與人數為160人共分為8組。會議第二天上午有舉行「青年眾議院—青年與政府對話」的座談，由行政院長游錫堃回應各組青年公民的共識報告，游錫堃在回應第三組青年公民的共識報告時承諾「行政院現在承諾，青輔會每年辦理青年國是會議」；下午舉行「開放論壇—青年與總統下午茶」的座談，由陳水扁總統回應各組青年公民的共識報告時也做出同樣的承諾。
青年國是會議結束後，青輔會開始進行2004青年國是會議的後續計畫，自9月開始鼓勵持續形成青年公共論壇網路。
2004青年國是會議成功的捲動了青年參與國是討論、關心公共事務並體驗優質公共討論，與會160位青年公民針對八大議題提出多項建言，因此行政院長游錫堃在9月21日的行政院第2907次院會決議中做出指示：「這次參與青年國是會議的青年代表們對各議題所發表的意見非常豐碩，對政府的施政應可提供很大的幫助，今後各機關施政上遇有爭議性議題時，也可邀請此次參加相關議題討論的青年朋友發表意見，一方面吸納民意，同時也可充實施政內涵。針對『青年國是會議』的總結報告及青年代表所提建言，請相關主管部會從優考量，審慎評估，通盤研議，於一個月內以書面方式翔實答復青年代表，並請青輔會彙整、列管追蹤。」，於是青輔會函請相關主管部會積極配合辦理、審慎研擬回應意見，依可執行、納入中長期施政考量及不可行等項說明回應青年國是會議全國會議各組的共識報告，該「2004青年國是會議全國會議結論各部會回應彙整」於10月彙編成粹上網公告，並以e-mail通知與會青年公民處理情形，青輔會更於2005年4月及7月二度繼續追蹤相關政策回應，並分別依照時程及進度重新彙編該回應彙整，2004青年國是會議全國會議中青年公民針對八大議題總共提出47大項的建言，會後業經各部會回應後政府參採率達88.8%，有針對全國會議中青年公民的共識報告做出回應的行政院部會如下：教育部、經建會、勞委會、內政部、國防部、原民會、研考會、中選會、青輔會、新聞局、僑委會、財政部、主計處、金管會、衛生署、農委會及環保署。

## 2005青年國是會議
由於行政院長游錫堃及陳水扁總統均對2004青年國是會議與會青年公民承諾繼續辦理青年國是會議，於是行政院長游錫堃在2004年9月21日的行政院第2907次院會決議中做出指示：「請青輔會每年舉辦一次「青年國是會議」，讓青年參與國是及公共事務的機制常態化，並請青輔會將「審議式民主—公民會議」的程序模式化，將相關事項建立一套標準作業程序，提供各會參考。」，於是青輔會開始持續辦理青年國是會議。
2005青年國是會議的目標有三項，第一項是「逐步發展青年議會」，第二項是「持續推動民主審議運動」，第三項是「凝聚青年對台灣未來的共識」。
2005年2月至6月青輔會分三梯次辦理「雙主人青年種子培訓營」，一共培訓187位青年公民。
3月成立2005青年國是會議專家諮詢顧問小組，邀請不同領域學者專家及民間團體代表12人參與，同時並邀請大專院校自治社團負責人9位青年代表參與2005青年國是會議規劃與諮詢事宜。
青輔會並邀請到了中國石油股份有限公司、中華電信、台灣啤酒、WOOPS特調伏特加、台灣銀行、台灣電力公司及台灣證券交易所擔任協辦單位，協助2005青年國是會議能夠順利舉行。
3月19日及3月22日分別舉行先導性青年諮詢座談會，與會青年以民共歸納出16項議題，並以此為基礎於5月17日至5月26日青輔會分成東中北東四區舉辦四場分區議題座，針對2005青年國是會議的議題徵詢與會青年公民觀點並形成焦點議題及辦理之依據，同時還進行2005青年國是會議模式的簡介。
2005青年國是會議的主題是「台灣未來，民主審議」，共分為三個系列的活動，系列一是「我們對台灣未來的主張」進行四場分區會議，經過青年議題諮詢座談、2005青年國是會議諮詢顧問小組、北中南東分區議題青年座談及辦理網路民調之後，系列一的三項討論主題分別定調為「民主政治與兩岸關係」、「社會公義與國家發展」及「媒體與文化」，青輔會並依各個主題領域召開了5次議題手冊專家座談會後完成了系列一所使用的議題手冊，參與撰寫工作的專家學者有東吳大學國際貿易學系暨研究所邱俊榮兼任教授、台灣和平研究中心張國城研究員、行政院青年輔導委員會曾昭明研究委員、世新大學廣電系管中祥教授、台北市選舉委員會盤立文召集人、中山大學政治經濟學系劉孟奇助理教授及淡江大學大眾傳播學系魏玓助理教授，系列二是「我們對焦點政策的主張」進行三場公民共識會議，焦點議題有三項：「青少年政策」、「教育資源」及「青年就業」，系列三是「全球化時代下的國際參與：海內外台灣青年行動論壇計劃」進行行動論壇，研討議題有三項：「台灣與全球化經濟」、「台灣與全球治理」及「台灣與全球社會」。
6月16日至6月30日開始進行2005青年國是會議「青年工作團」的招募，青輔會並於6月14日在西門町紅樓劇場召開「2005青年國是會議『青年台灣，我不缺席』報名開跑記者會」後，就自即日起至7月15日開放網路報名，由於累積報名人數為1072名，因此7月16日青輔會於Youth Hub進行抽籤作業，從中抽出總數740位的年輕人參加四個系列一分區會議。
青輔會於6月25日至7月31日在進行三階段的「青年工作團」團員培訓課程，最終結訓時培育含帶組員一共有102位青年擔任「青年工作團」團員。
7月1日至7月22日開放系列二青年公民共識會議的報名。
7月同時推薦邀請海內外台灣青年參加系列三行動論壇。
系列一、「我們對台灣未來的主張」公民對話圈：
- 南區分區會議：舉行日期為8月5日至8月7日，舉行地點為高雄醫學大學，參與人數為160人共分為8組，會議結束後共推選40人出席全國會議。
- 中區分區會議：舉行日期為8月5日至8月7日，舉行地點為逢甲大學，參與人數為160人共分為8組，會議結束後共推選40人出席全國會議。
- 北區分區會議：舉行日期為8月12日至8月14日，舉行地點為文化大學，參與人數為320人共分為16組，會議結束後共推選64人出席全國會議。
- 東區分區會議：舉行日期為8月19日至8月21日，舉行地點為東華大學，參與人數為100人共分為5組，會議結束後共推選20人出席全國會議。

系列二、「我們對焦點政策的主張」公民共識會議：
- 青少年政策青年公民共識會議預備會議：舉行日期為8月6日及8月7日，參與人數為20人，舉行地點為青年交流中心 Youth Hub。
- 教育資源青年公民共識會議預備會議：舉行日期為8月6日及8月7日，參與人數為20人，舉行地點為高雄醫學大學濟世大樓。
- 青年就業青年公民共識會議預備會議：舉行日期為8月6日及8月7日，參與人數為20人，舉行地點為高雄醫學大學濟世大樓。
- 青少年政策青年公民共識會議正式會議：舉行日期為8月27日、8月28日及9月3日，參與人數為20人，舉行地點為台大集思會議中心及文化大學。
- 教育資源青年公民共識會議正式會議：舉行日期為8月27日、8月28日及9月3日，參與人數為20人，舉行地點為台大集思會議中心及文化大學。
- 青年就業青年公民共識會議正式會議：舉行日期為8月27日、8月28日及9月3日，參與人數為20人，舉行地點為台大集思會議中心及文化大學。

系列三、「全球化時代下的台灣國際參與」海內外台灣青年行動論壇：
舉行時間為8月27日至8月29日，參與人數為41人依照三個主題分為3組，舉行地點為天母農訓中心。
全國會議：舉行日期為9月2日至9月4日，舉行地點為陽明山中山樓及文化大學，系列一參與人數為164人共分為8組，系列二參與人數為60人共分為三組，系列三參與人數為40人共分為3組，會議第三天上午舉行系列二的各組共識報告時，行政院長謝長廷應邀到場聽取各組青年公民的共識報告並回應，行政院長謝長廷在回應時表示「今天的會議政府不會把它當成是『拜拜』，而是要有時間表來推動。」，下午舉行系列一及系列三的各組共識報告時，則邀請到陳水扁總統到場聽取各組青年公民的共識報告並回應，陳水扁總統今年再度承諾「雖然青輔會會消失，不過青年國是會議不會消失。」。
2005青年國是會議結束後，11月16日青輔會於Youth Hub舉辦自由論壇：「台灣未來‧民主審議-2005青年國是會議的參與見證」，由2005青年國是會議青年代表及2005青年國是會議主持人進行主講。
青輔會並函請相關主管部會積極配合辦理回應青年國是會議全國會議各組的共識報告，該「2005青年國是會議全國會議結論各部會回應彙整」經彙編後已上網公告，2005年青年國是會議全國會議時，青年公民總共提出15本總結報告，經各部會統整回應後政府參採率更達到97.58％，有針對全國會議中青年公民的共識報告做出回應的行政院部會如下：外交部、經濟部、主計處、原民會、教育部、勞委會、考選部、人事行政局、新聞局、青輔會、財政部、農委會、僑委會、衛生署、內政部、經建會及環保署。

## 2006青年國是會議
2006年3月25日2006青年國是會議在陳水扁總統見證下宣示起跑，3月29日陳水扁總統更在「第一屆青年公共參與獎」表揚大會中明確的宣示「2006青年國是會議將邁向常設性之青年國是會議」，在初期的議題形成及產生階段青輔會已召開4次議題先導諮詢會議，總計提出52項建議議題。
2006青年國是會議的目標有三項，第一項是「捲動青年關心國是、討論國是，型塑青年公共參與熱潮。」，第二項是「持續宣揚公共討論、追求共善的審議民主核心價值，深化公民社會民主素養。」，第三項是「建構常設性青年國是會議，發展青年網絡，協助青年實踐行動方案。」。
青輔會並邀請到了中國石油股份有限公司、中華電信、WOOPS特調伏特加、台灣銀行、台灣電力公司、台灣證券交易所及中華郵件股份有限公司擔任協辦單位，協助2006青年國是會議能夠順利舉行。
5月29日起至6月9日這段期間青輔會在全國各地陸續舉辦10場次2006青年國是會議基層說明會，以便能夠蒐集議題相關之多元觀點供議題手冊撰寫參考，做為2006青年國是會議討論審議的起點，2006青年國是會議的共同主題是「青年國是會議常設化」，4頁選擇議題是「青年與民主深化：我們需要怎樣的公民社會」、「青年與教育：我們需要怎樣的學校」、「青年與職涯發展：青年如何能有成功的職涯發展」及「青年與環境：能源與水資源的永續利用」。2006青年國是會議的主題並定為「給台灣年輕的夢想」，2006青年國是會議並特別安排「民主升級行動論壇」邀請社運工作者及NGO非營利組織的工作者和與會的青年公民對談。
6月5日起開始進行2006青年國是會議分區代表的報名，報名期限為7月15日為止，共選出900位2006青年國是會議分區代表。
同時6月開始進行2006青年國是會議主持人培訓招募，於6月28日截止報名，7月1日至7月30日進行為期三個階段的培訓。
南區分區會議：舉行日期為8月4日至8月6日，舉行地點為屏東教育大學，參與人數為200人共分為8組，會議第三天上午並將舉行「民主升級行動論壇」，會議結束後共推選40人出席全國會議，會議結束後也共推選8人擔任常設性青年國是會議籌備委員。
中區分區會議：舉行日期為8月4日至8月6日，舉行地點為逢甲大學，參與人數為200人共分為8組，會議第三天上午並將舉行「民主升級行動論壇」，會議結束後共推選40人出席全國會議，會議結束後也共推選8人擔任常設性青年國是會議籌備委員。
北區（一）分區會議：舉行日期為8月11日至8月13日，舉行地點為文化大學，參與人數為200人共分為8組，會議第三天上午並將舉行「民主升級行動論壇」，會議結束後共推選40人出席全國會議，會議結束後也共推選8人擔任常設性青年國是會議籌備委員。
北區（二）分區會議：舉行日期為8月11日至8月13日，舉行地點為清雲科技大學，參與人數為200人共分為8組，會議第三天上午並將舉行「民主升級行動論壇」，會議結束後共推選40人出席全國會議，會議結束後也共推選8人擔任常設性青年國是會議籌備委員。
東區分區會議：舉行日期為8月18日至8月20日，舉行地點為東華大學，參與人數為100人共分為4組，會議第三天上午並將舉行「民主升級行動論壇」，會議結束後共推選20人出席全國會議，會議結束後也共推選4人擔任常設性青年國是會議籌備委員。
全國會議：舉行日期為9月1日至9月3日，舉行地點為陽明山中山樓及文化大學，舉與人數為180人共分為8組，會議第一天上午邀請到陳水扁總統致詞，會議第三天上午舉行共同議題分組報告，由青輔會主委鄭麗君回應各組青年公民的共識報告，下午舉行選擇議題分組報告，由行政院長蘇貞昌回應各組青年公民的共識報告。
青輔會並函請相關主管部會積極配合辦理回應青年國是會議全國會議各組的共識報告，10月的時候新聞局及內政部已就2006青年國是會議全國會議中各組青年公民的共識報告做出回應並已上網公告，已針對全國會議中青年公民的共識報告做出回應的行政院部會如下：內政部、新聞局、勞委會、教育部、青輔會、經濟部及環保署。

## 2007青年國是會議
2007年青年國是會議舉行前有先在各地舉辦地方論壇以收集意見整理出2007青年國是會議該討論哪些議題。
2007青年國是會議結束後，於2007年9月16日在文化大學舉辦青年國是會議回娘家行動分享茶會進行青年國是會議成果報告，茶會中除了邀請過去三年曾經參與青年國是會議的青年公民參加之外，也有邀請陳水扁總統及青輔會主委鄭麗君到場分享他們過去三年參與青年國是會議之後對青年國是會議的想法及期待。

## 2008青年政策大聯盟
青輔會近年來積極推動青年參與審議民主，並自2004年起每年以審議民主模式舉辦青年國是會議，以自由報名、公開抽籤方式，選取青年參與，建構青年對話及政策建言的最高平台。為進一步擴大青年參與，讓青年有更多機會參與政策建言，爰結合推動青年國是會議及審議民主研發的成果與經驗，遵照馬英九總統「青年政策大聯盟：促進青年參與公共事務」的青年政策主張，規劃推動青年政策大聯盟專案，整合相關促進措施，建構「青年政策大聯盟」網絡平台。
青年政策大聯盟主要包括推動「青年政策論壇」、「青年團隊政策研發競賽」及「一日首長見習體驗」等三部曲，並搭配青年政策大聯盟的網站建構，希望透過由淺而深的設計，讓個別青年及青年團隊可以有不同層次的參與。